# Sarah Knauss
Sarah DeRemer Knauss (24. september 1880 – 30. december 1999) var en amerikansk kvinde, der er verdens næstældste verificerede nogensinde, efter franskmanden Jeanne Calment. Knauss er den ældste nogensinde fra den vestlige halvkugle og var den sidste levende person født før 1885.